# 芦田乡
芦田乡，是中华人民共和国江西省上饶市鄱阳县下辖的一个乡镇级行政单位。

## 行政区划
芦田乡下辖以下地区：
芦田村、岭口村、龙陂村、洪源村、矿山村、吴张村、洄源村、大吉村、板桥村、金源村、舍头村、孤山村、应家村和栎林村。